# Dolina Huncowska

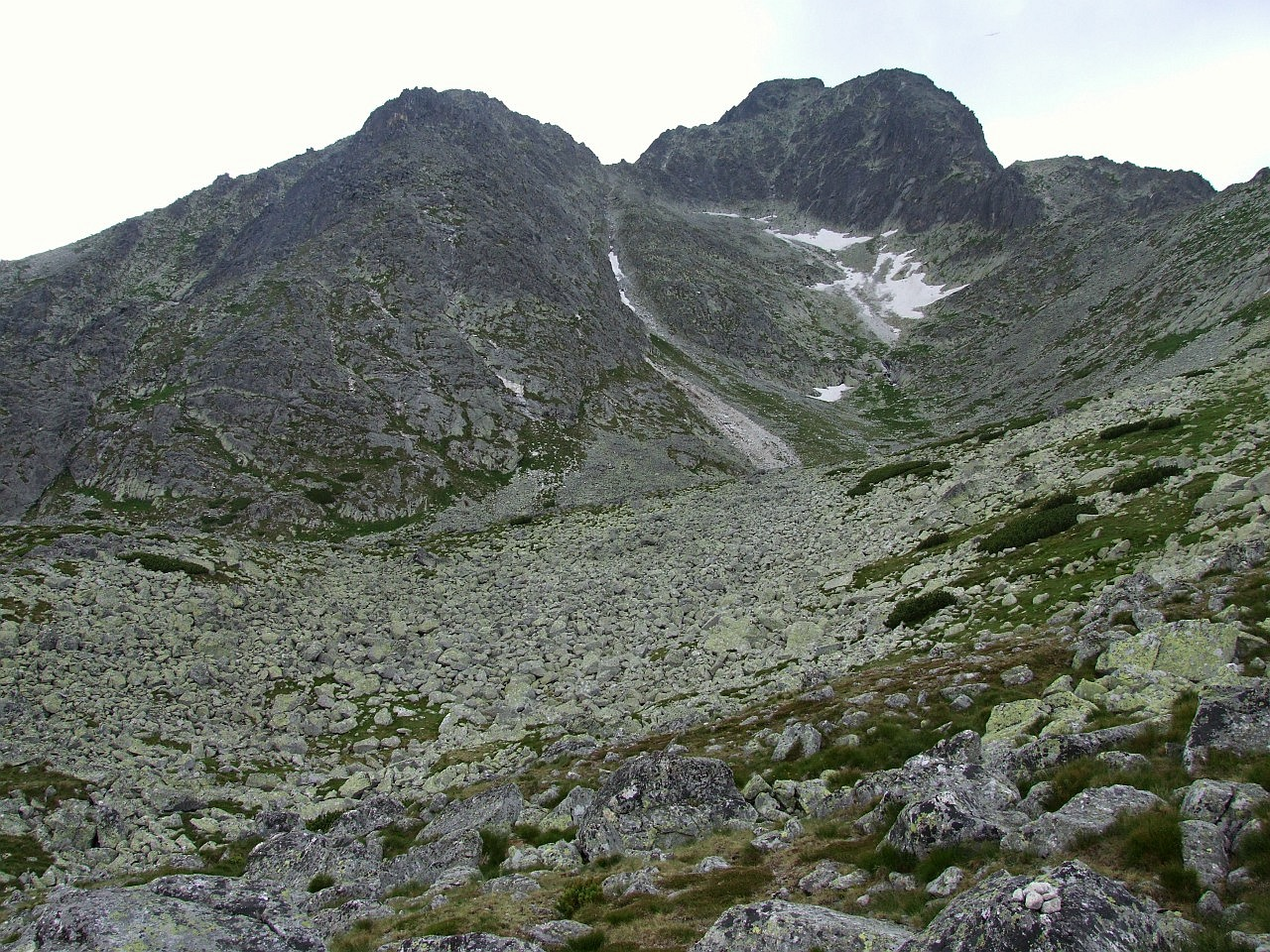
Górna część Doliny Huncowskiej

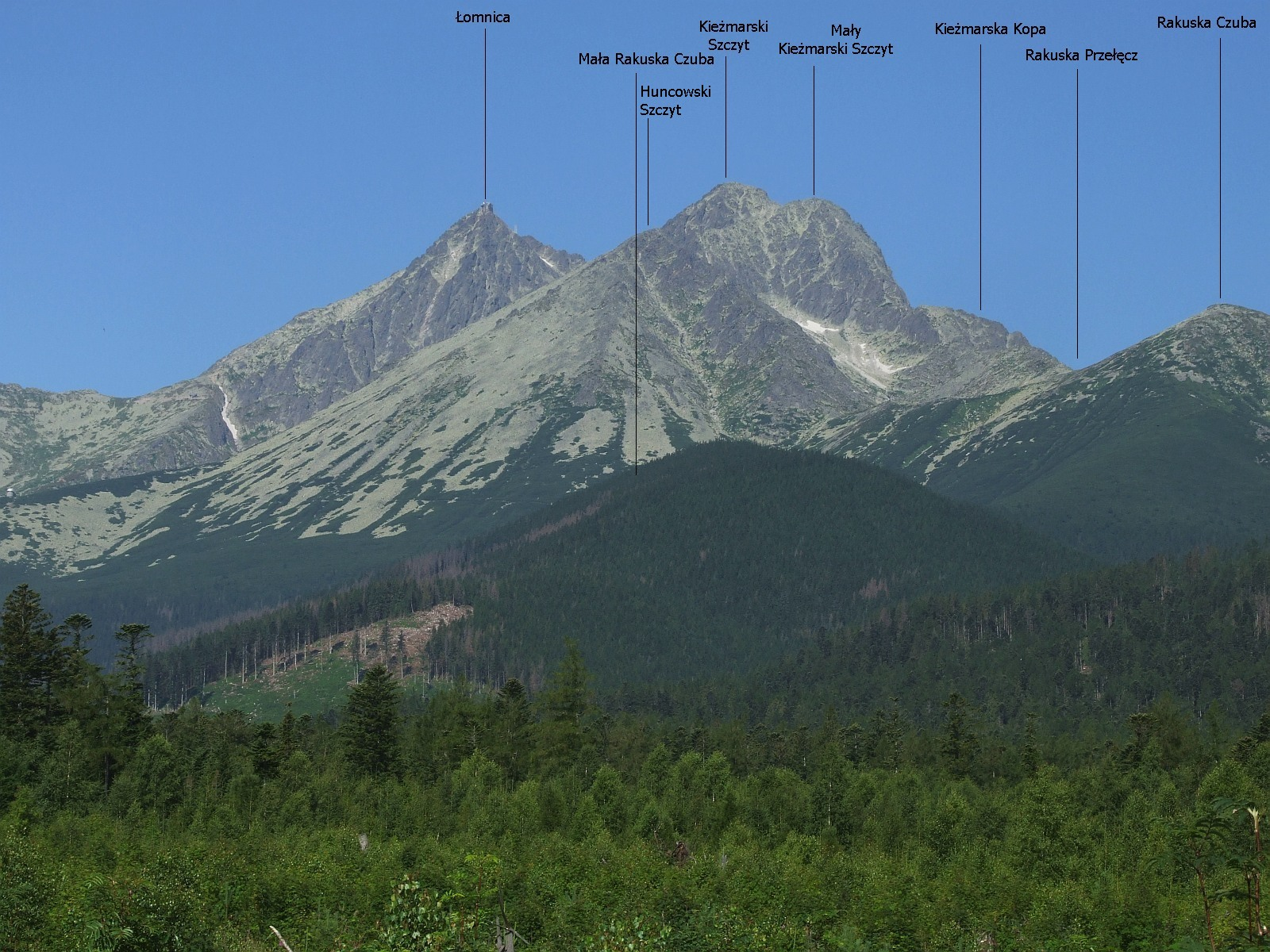
Dolina Huncowska, widok od zachodniej strony

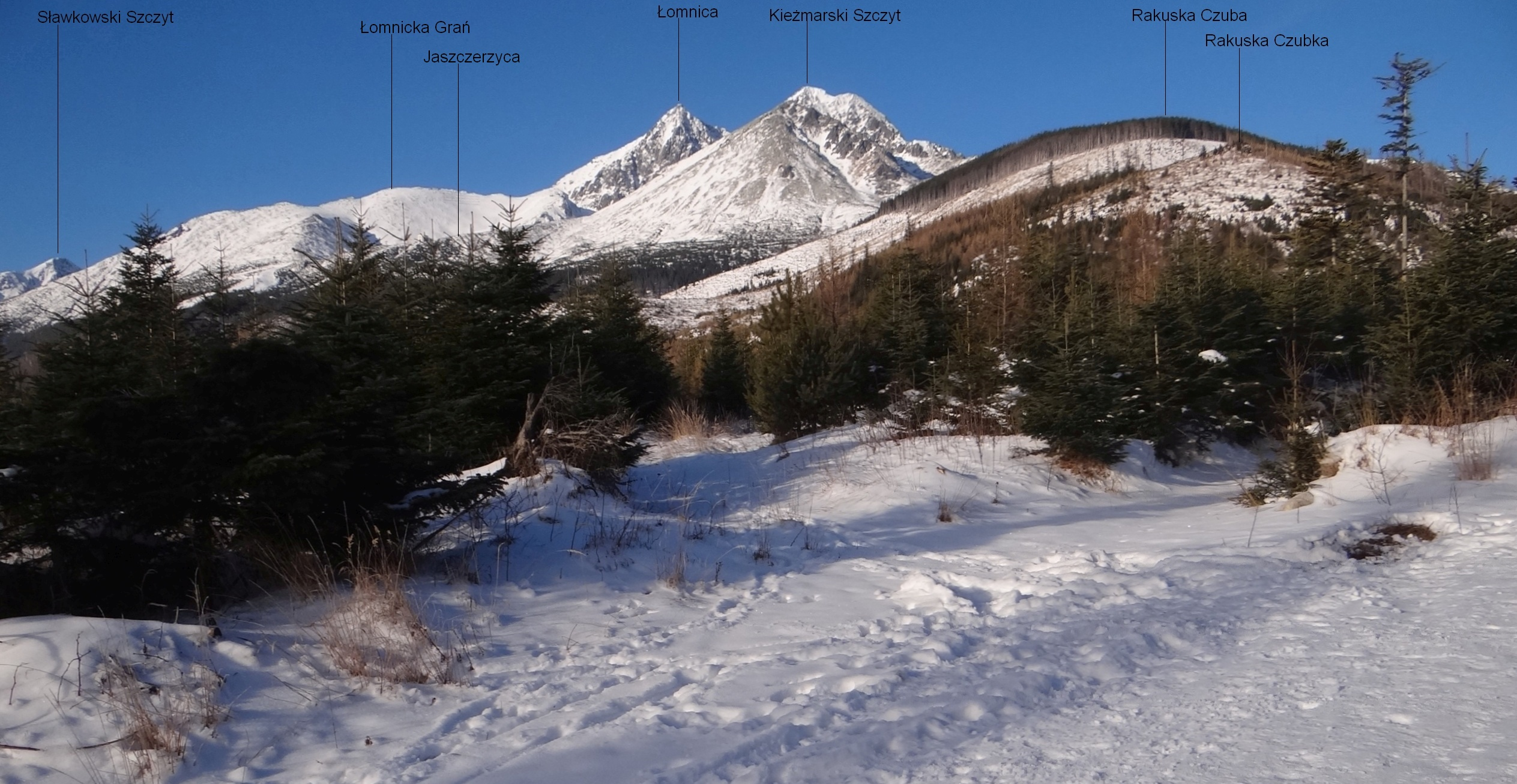
Widok z Doliny Kieżmarskiej

Dolina Huncowska (słow. Huncovská kotlina, Huncovská dolina, dolina Huncovského potoka) – dolina położona na terenie Tatr Wysokich na Słowacji. Ma długość ok. 5,5 km od Kieżmarskiego Szczytu (Kežmarský štít) do ujścia Huncowskiego Potoku i graniczy:
- od północy i północnego wschodu z Doliną Kieżmarską (dolina Kežmarskej Bielej vody), rozdziela je grań odchodząca od Małego Kieżmarskiego Szczytu (Malý Kežmarský štít) do Rakuskiej Czuby (Veľká Svišťovka) i Rakuska Grań z kulminacją w Małej Rakuskiej Czubce (Malá Svišťovka),
- od północnego zachodu z Miedzianą Kotliną (Medená kotlina), rozdziela je krótki odcinek grani łączącej Kieżmarski Szczyt z Małym Kieżmarskim Szczytem,
- od południowego zachodu z Doliną Łomnicką (Skalnatá dolina), rozdziela je boczna grań od Kieżmarskiego Szczytu do Huncowskiego Szczytu (Huncovský štít) i jego ramię nazywane Jaszczerzycą (Úšusty) z kulminacją w Jaszczerzyckiej Kopie (Jašterická kopa)[1].

Wszystkie granie otaczające Dolinę Huncowską stanowią część systemu, jaki tworzy długa południowo-wschodnia grań Wyżniego Baraniego Zwornika.
Górne piętro doliny to Świstówka Huncowska, wciśnięta pomiędzy szczyty: Huncowski, Kieżmarski, Mały Kieżmarski, Kieżmarską Kopę (Kežmarská kopa, 2233 m n.p.m.), Złotą Czubę (Zlatý hrb, 2111 m). Od położonych niżej partii doliny oddzielona jest ona poprzecznie ułożonym pasem skałek zwanych Huncowskimi Spadami, poniżej których przebiega Magistrala Tatrzańska. Dolina Huncowska łagodnie opada w kierunku Matlar (Tatranské Matliare). W dolnych partiach dolina prawie nie wyodrębnia się z Niżniej Huncowskiej Uboczy – niższego fragmentu stoków tworzonych przez Huncowską Ubocz.
Przez dolinę przepływa Huncowski Potok (Huncovský potok) zasilany Jaszczerzyckim Potokiem (Jašterica). Jego wody stanowią lewy dopływ Łomnickiego Potoku (Skalnatý potok).
Nazwa doliny pochodzi od wsi Huncowce (Huncovce), do której należały dawniej jej tereny. Wielka encyklopedia tatrzańska Zofii i Witolda Henryka Paryskich oraz inne polskie źródła podają nazwę słowacką Huncovská dolina. Nazwa ta nie występuje we współczesnych źródłach słowackich. Oficjalna nazwa całej Doliny Huncowskiej po słowacku to Huncovská kotlina, podawana m.in. przez Ivana Bohuša. Mylne są nazwy niemiecka i węgierskie: Leitenbachtal, Lejtő-patak-völgy.
Już na początku XVII wieku w Świstówce Huncowskiej pojawiali się zarówno myśliwi polujący na kozice, jak i turyści. Później popularność rejon ten zdobył dopiero po I wojnie światowej. W zimie Świstówkę Huncowską przemierzyli jako pierwsi Günter Oskar Dyhrenfurth i Alfred Martin 8 marca 1906 r.

## Szlaki turystyczne
– znakowana czerwono Magistrala Tatrzańska, przebiegająca znad Łomnickiego Stawu przez Dolinę Huncowską na Rakuski Przechód, a stamtąd w dół do Doliny Zielonej Kieżmarskiej. Czas przejścia znad stawu na Rakuski Przechód: 1:20 h w obie strony
  – niebieski szlak, dwukrotnie przebiegający przez dolną część doliny. Znakowana trasa została poprowadzona od stacji kolejki linowej Start (kolejka z Tatrzańskiej Łomnicy na Łomnicę) i biegnie przez Rakuską Polanę (Vyšná Folvarská poľana) i Niżnią Rakuską Przełęcz (Sedlo pod Malou Svišťovkou) nad Łomnicki Staw.
- Czas przejścia od stacji Start na Rakuską Polanę: 1:30 h, ↓ 1 h
- Czas przejścia z polany nad Łomnicki Staw: 1:30 h, ↓ 1 h

  – dolną częścią doliny, przez Huncowską Ubocz biegnie niebieski szlak z Matlar do Doliny Kieżmarskiej i do schroniska nad Zielonym Stawem. Czas przejścia z Matlar na Rzeżuchową Polanę: 1:45 h, ↓ 1:30 h